# Eidolon dupreanum
Espèce
Statut de conservation UICN

 VU  : Vulnérable
Répartition géographique
Eidolon dupreanum est une espèce de grandes chauves-souris frugivore et endémique de Madagascar.